# Karsten Kroon

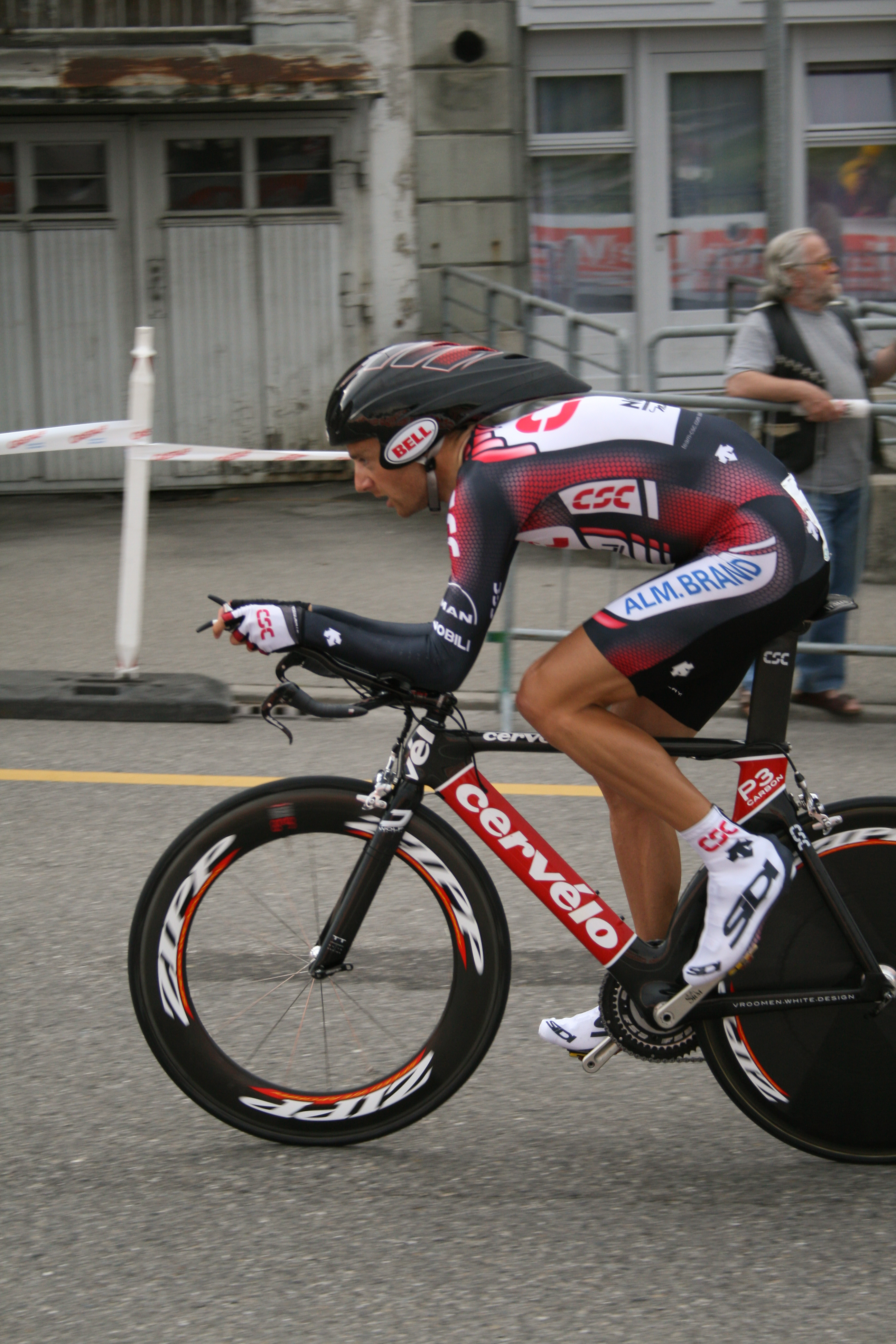
Karsten Kroon under Romandiet runt 2007.

Karsten Kroon, född den 29 januari 1976, i Dalen, Drenthe, är en nederländsk professionell tävlingscyklist som tävlade för Team CSC mellan 2006 och 2009. Inför säsongen 2010 blev han kontrakterad av BMC Racing Team. Inför säsongen 2012 valde Kroon att gå tillbaka till Team Saxo Bank, tidigare Team CSC.

## Karriär
Karsten Kroon blev professionell 1999 med Rabobank, med vilka han redan hade cyklat två år för på amatörnivå. 
Som amatör vann han bland annat amatörtävlingen Ronde van Drenthe 1996. Året därpå kontrakterade Rabobanks amatörstall Karsten Kroon och han vann en del amatörtävlingar med dem. 
1999 blev Kroon kontrakterad av Rabobanks proffsstall och han tävlade med dem till och med 2005. Han vann bland annat etapp 8 på Tour de France 2002 på den franska nationaldagen i sin första Tour de France.
Kroon blev sedan kontrakterad av det danska stallet Team CSC inför säsongen 2006. Under sitt första år i det danska UCI ProTour-stallet vann han etapperna 2 och 5 under 3 Länder-Tour. I mars 2008 vann Karsten Kroon den andra etappen av Vuelta a Castilla y León framför landsmännen Thomas Dekker och Bauke Mollema, båda tävlar för Rabobank.
I slutet av juli 2008 vann Karsten Kroon etapp 5 av Sachsen-Tour International. Under säsongen vann han också Rund um den Henninger Turm för andra gången i sin karriär.
I mars 2009 slutade Kroon på fjärde plats på Kuurne-Bryssel-Kuurne bakom Tom Boonen, Bernhard Eisel och Jeremy Hunt. Senare samma månad slutade han på femte plats på Brabantse Pijl. Karsten Kroon slutade tvåa på Amstel Gold Race 2009 bakom Sergej Ivanov. Några veckor därpå slutade han tvåa på Eschborn-Frankfurt City Loop (tidigare Rund um den Henninger Turm) bakom tysken Fabian Wegmann. I september slutade nederländaren på åttonde plats på etapp 10 av Vuelta a España 2009.

## Meriter
- 1996
- Ronde van Drenthe
- 1997
- Vlaamse Pijl
- Etapp 2, Circuit Franco-Belge
- 1998
- Ster der Beloften
  - Etapp 2, Ster der Beloften
- Etapp 6, Circuit des Mines
- Etapp 2 och 3, Tour of Navarra
- Etapp 2, Vuelta Ciclista a Leon
- 2000
- 13 dagar i bergatröjan, Giro d'Italia
- 2001
- GP Kanton Aargau
- En dag i bergatröjan, Vuelta a España
- 2002
- Etapp 8, Tour de France
- 2003
- Etapp 5, GP Tour du Poitou-Charentes
- 2004
- Rund um den Henninger Turm
- 2005
- En dag i bergströjan, Tour de France
- 2006
- Etapp 2 och 5 av 3 Länder-Tour
- 2008
- Etapp 2, Vuelta a Castilla y León
- Rund um den Henninger Turm
- Etapp 5, Sachsen-Tour International

## Stall
- Rabobank 1999–2005
- Team CSC 2006–2008
  -  Team Saxo Bank 2009
- BMC Racing Team 2010–2011
- Team Saxo Bank 2012–